# Donbassite
La donbassite est un minéral de la famille des silicates, qui appartient au groupe des chlorites. Il est nommé d'après le Donbass, un bassin houiller situé dans l'est de l'Ukraine.

## Caractéristiques
La donbassite est un silicate de formule chimique Al4.33(AlSi3O10)(OH)8. Elle cristallise dans le système monoclinique. Sa dureté sur l'échelle de Mohs est comprise entre 2 et 2,5.

## Classification
Selon la classification de Nickel-Strunz, la donbassite appartient à "09.EC - Phyllosilicates avec des feuillets de mica, composés de réseaux tétraédriques et octaédriques", avec les minéraux suivants du groupe 09.EC.55 :
| Minéral            | Formule                                | Groupe ponctuel                 | Groupe d'espace |
| ------------------ | -------------------------------------- | ------------------------------- | --------------- |
| Baileychlore       | (Zn,Al)3[Fe2Al][Si3AlO10](OH)8         | 1 ou 1                          | C1 ou C1        |
| Borocookéite       | Li1+3xAl4-x(BSi3)O10(OH,F)8 (x ≤ 0,33) | 2/m                             | C2/m            |
| Chamosite          | (Fe,Mg,Fe)5Al(Si3Al)O10(OH,O)8         | 2/m                             | C2/m            |
| Clinochlore        | (Mg,Fe)5Al(Si3Al)O10(OH)8              | 2/m                             | C2/m            |
| Cookéite           | LiAl4(Si3Al)O10(OH)8                   | 1, 2 ou 2/m                     | C1, C2 ou Cc    |
| Donbassite         | Al2[Al2,33][Si3AlO10](OH)8             | 2/m                             | C2/m            |
| Franklinfurnacéite | Ca(Fe,Al)Mn4Zn2Si2O10(OH)8             | 2                               | C2              |
| Glagolevite        | NaMg6[Si3AlO10](OH,O)8·H2O             | 1                               | C1              |
| Gonyérite          | Mn3[Mn3Fe][(Si,Fe)4O10](OH,O)8         | orthorhombique pseudo-hexagonal | inconnu         |
| Nimite             | (Ni,Mg,Fe)5Al(Si3Al)O10(OH)8           | 2/m                             | C2/m            |
| Odinite            | (Fe,Mg,Al,Fe,Ti,Mn)2,5(Si,Al)2O5(OH)4  | m                               | Cm              |
| Orthochamosite     | (Fe,Mg,Fe)5Al(Si3Al)O10(OH,O)8         | orthorhombique pseudo-hexagonal | inconnu         |
| Pennantite         | Mn5Al(Si3Al)O10(OH)8                   | 2/m                             | C2/m            |
| Sudoïte            | Mg2(Al,Fe)3Si3AlO10(OH)8               | 2/m                             | C2/m            |

## Formation et gisements
Il a été découvert à Donetsk, ville qui donne son nom à l'oblast de Donetsk, en Ukraine. Il a également été décrit ailleurs en Ukraine, ainsi qu'en Belgique, en Bosnie, en France, en Allemagne, en Espagne (Andalousie et Aragon), au Portugal, au Gabon, en Mozambique, en Russie, aux États-Unis, au Japon, en Australie et en Antarctique.